# Machaeropteris ochroptera
Machaeropteris ochroptera är en fjärilsart som beskrevs av László Anthony Gozmány. Machaeropteris ochroptera ingår i släktet Machaeropteris och familjen äkta malar. Inga underarter finns listade i Catalogue of Life.